# Валдамонте (Павија)
Валдамонте је насеље у Италији у округу Павија, региону Ломбардија.
Према процени из 2011. у насељу је живело 78 становника. Насеље се налази на надморској висини од 294 м.